# Vafessa Fofana
Pour les articles homonymes, voir Fofana.
Vafessa Fofana, né le 12 juin 1992 dans le 18e arrondissement de Paris, est un joueur franco-ivoirien de basket-ball. Il évolue au poste d'ailier fort, pour le BCM Gravelines-Dunkerque en Betclic Élite.

## Biographie

### Débuts amateur
Fofana est d'origine ivoirienne. Il commence le basket-ball dans le 20e arrondissement de Paris au club de Ménilmontant Patro Sport, il continue à gravir les échelons en allant ensuite à Championnet dans le 18e arrondissement et en 2007 il rejoint le Paris-Levallois où il est Champion Région Cadets et Champion de France Cadets 1re Division Groupe B lors de la saison 2008-2009.

### Débuts professionnels
En 2009, il rejoint le centre de formation de Cholet avec lequel il devient Champion de France Espoirs.
Lors de la saison 2011-2012, il intègre l'équipe professionnelle de Cholet.
Malgré une blessure, il est présélectionné avec l'équipe de France U20 en compagnie de ses partenaires Rudy Gobert et Benjamin John pour participer au Championnat d'Europe 2012 mais n'est pas retenu dans le groupe final.
En 2012, Fofana quitte le Cholet Basket et rejoint le club de Saint-Vallier en (Pro B) à la recherche de plus de temps de jeu. Mais il joue peu et quitte Saint-Vallier à la fin de la saison.
En 2013, il rejoint l'ASC Denain Voltaire PH toujours en Pro B pour une durée d'un an.
En juin 2021, Fofana signe un contrat sur deux saisons avec le Basket Club Maritime Gravelines Dunkerque Grand Littoral.

## Sélection en équipe nationale
Il participe à la Coupe du monde masculine de basket-ball 2019 avec la Côte d'Ivoire.

## Palmarès
- Finaliste du Championnat d'Afrique de basket-ball 2021 avec l'équipe de Côte d'Ivoire de basket-ball

- 2008-2009 : Champion Région Cadets
- 2008-2009 : Champion de France Cadets 1re Division Groupe B
- 2009-2010 : Champion de France Espoirs